# جزیره مطیره
جزیره مطیره، روستایی از توابع شهرستان قوص در استان قنا و کشور مصر است.

## جمعیت
براساس سرشماری سال ۲۰۰۶ مصر، جمعیت آن ۱۵۴۶۳ نفر(۷۷۰۹ مرد و ۷۷۵۴ زن) بوده است.